# Xenostega sinna
Xenostega sinna är en fjärilsart som beskrevs av Swinhoe 1904. Xenostega sinna ingår i släktet Xenostega och familjen mätare. Inga underarter finns listade i Catalogue of Life.